# Gonioplectrus hispanus
Gonioplectrus hispanus ist ein Vertreter der Zackenbarsche (Epinephelidae). Wegen seiner gelborangenen Längsstreifen wird er im Englischen „Spanish flag“ (zu deutsch: Spanische Flagge) genannt. Gonioplectrus hispanus ist die einzige Art der Gattung Gonioplectrus.

## Verbreitung
Die Fische leben im tropischen, westlichen Atlantik, von Florida und den Bahamas bis nach Brasilien, in der Karibik und im Golf von Mexiko. Noch pelagisch lebende Postlarvale Jungfischstadien, die vielleicht vom Golfstrom verdriftet wurden, fand man auch nördlicher zum Beispiel an der Küste North Carolinas. Gonioplectrus hispanus lebt über felsigen Biotopen in Tiefen von 35 bis mehr als 300 Metern. 

## Merkmale
Gonioplectrus hispanus wird 30 Zentimeter lang.
- Flossenformel: Dorsale VIII/13, Anale III/7.

Wegen seines tiefen Lebensraums ist über ihn wenig bekannt. Er ist ein Einzelgänger, der in felsigen Habitaten lebt.

## Quelle
- Gonioplectrus hispanus auf Fishbase.org (englisch)

## Weblink
- Gonioplectrus hispanus in der Roten Liste gefährdeter Arten der IUCN 2013.2. Eingestellt von: To, A.W.L., Rocha, L., Sadovy, Y., Choat, J.H., Ferreira, B.P., Bertoncini, A. & Craig, M., 2010. Abgerufen am 27. Januar 2014.